# Я ненавиджу день Святого Валентина
«Я ненавиджу День святого Валентина» (англ. I Hate Valentine's Day) — американська романтична комедія 2009, режисером і сценаристом якої виступила Ніа Вардалос. Вона також виконала одну з головних ролей разом з Джоном Корбеттом. Раніше вони разом зіграли у фільмі «Моє велике грецьке весілля» у 2002.

## Зміст
День Святого Валентина — це романтичний вечір для парочок і одвічна проблема для тих, хто ще не знайшов другу половинку. Переживання, загострене почуття самотності і мрія про те, що знайдеться хтось, з ким було б приємно відсвяткувати цей день. Дівчина, яка працює в квітковій крамниці, мріє, щоб її запросив на побачення симпатичний власник ресторану, але не готова до серйозних стосунків.

## Ролі
| Актор             | Роль            |
| ----------------- | --------------- |
| Ніа Вардалос      | Женев'єва Герні |
| Джон Корбетт      | Грег Гетлін     |
| Стівен Гуарино    | Білл            |
| Емір Арісон       | Боб             |
| Зої Казан         | Теммі           |
| Гері Уайлмс       | Кел             |
| Майк Старр        | Джон            |
| Джейсон Мантзукас | Брайан          |
| Джуда Фрідлендер  | Ден О'Фінн      |
| Рейчел Дратч      | Кеті Джимі      |
| Джей О. Сандерс   | Тім (доставщик) |
| Сьюзан Шеперд     | Іди             |
| Лінда Граватт     | Роза            |
| Іен Гомес         | KJ Ken          |
| Бен Шварц         | партнер Теммі   |

## Цікаві факти
- На вивісці магазина Roses For Romance, де працює Женев'єва, вказано номер телефону, що є реальним та належить квітковому магазину в Брукліні, Нью-Йорк, за адресою: 308 Court St. Brooklyn, NY 11231

## Знімальна група
- Режисер — Ніа Вардалос
- Сценарист — Ніа Вардалос
- Продюсер — Мадлен Шерак, Вільям Шерак, Джейсон Шуман
- Композитор — Кит Пауер